# Церковь Святого Готхардта (Бранденбург)
Церковь Святого Готхардта (нем. St. Gotthardtkirche) — приходская церковь в городе Бранденбург-на-Хафеле; современное позднеготическое здание, башня которого была перестроена в 1767 году в стиле барокко, было построено в XV веке на месте церкви, возведённой в 1165 году. Является одной из трёх главных церквей города.

## История и описание
Церковь посвящена Святому Годегарду из Хильдесхайма, являвшемуся в начале XI века епископом Хильдесхайма. Вероятно, первый храм на этом месте был основан правителем гавелян Прибыславом-Генрихом ранее 1147 года. Точно установлено, что к 1147 году здесь был построен монастырь ордена премонстрантов, который в 1165 году перешёл в подчинение местному собору Святых Петра и Павла. В период Реформации, в 1540 году, Церковь Святого Готхардта стала протестантской: при этом, библиотека распавшегося в тот период местного францисканского монастыря хранилась в помещениях храма до 1923 года.
По состоянию на начало XXI века исследователям не удалось обнаружить никаких следов от первого здания церкви, построенной до 1147 года. Западная башня современного храма, построенная из гранитных блоков, была построена во второй половине XII века; изначально в конструкции присутствовала вторая симметричная башня. Романский портал датируется тем же периодом, что делает церковь Святого Готхардта одной из старейших в городе. В 1456 году неф, который, вероятно, также первоначально был построен из гранитных блоков, был перестроен в трехнефный готический зал: строительством руководил Генрих Рейнсторп (нем. Heinrich Reinstorp). В 1472 году в здании появился баптистерий, а три года спустя, в 1475, перестроенная церковь была повторно освящена.
В период с 1904 по 1906 год церковь была отреставрирована на пожертвования горожан: в результате реконструкции были обнаружены как западный портал храма, так и его большое арочное окно. Также была произведена реконструкция часовен и галерей — восстановлена роспись. После пожара в храме — произошедшего 5 мая 1972 года и разрушившего церковный орган, созданный фирмой «Wilhelm Sauer» в начале XX века — интерьер церкви был восстановлен к 1976 году. Уже в 2000-х годах был отреставрирован и баптистерий, а 19 сентября 2009 года состоялось торжественное открытие северной часовни, восстановленной на средства специального фонда.